# منظور وتو
منصور أحمد وتو (بالأردوية: منظور احمد وٹو)‏ سياسي باكستاني. انتُخب وتو لأول مرة في عام 1985 رئيسًا لمجلس مقاطعة البنجاب، والتي تعد من حيث عدد السكان أكبر مقاطعة في باكستان. ثم أُعيد انتخابه ثلاث مرات لنفس المنصب، وحصل على منصب رئيس وزراء البنجاب في عام 1993 على مقعد الرابطة الإسلامية الباكستانية (جناح)، أسس وتو الرابطة الإسلامية الباكستانية (جناح) في عام 1995 عندما انفصل عن حزبه السابق، لكن حزب الرابطة الإسلامية الباكستانية (جناح) لم يكن قادرًا على ممارسة تأثير كبير في السياسة الوطنية.
في مايو 2008 ، غادر وتو مع شركائه رابطة مسلمي باكستان وانضموا إلى حزب الشعب الباكستاني. وشغل منصب وزير الدول والمناطق الحدودية.